# Kloster Graniza

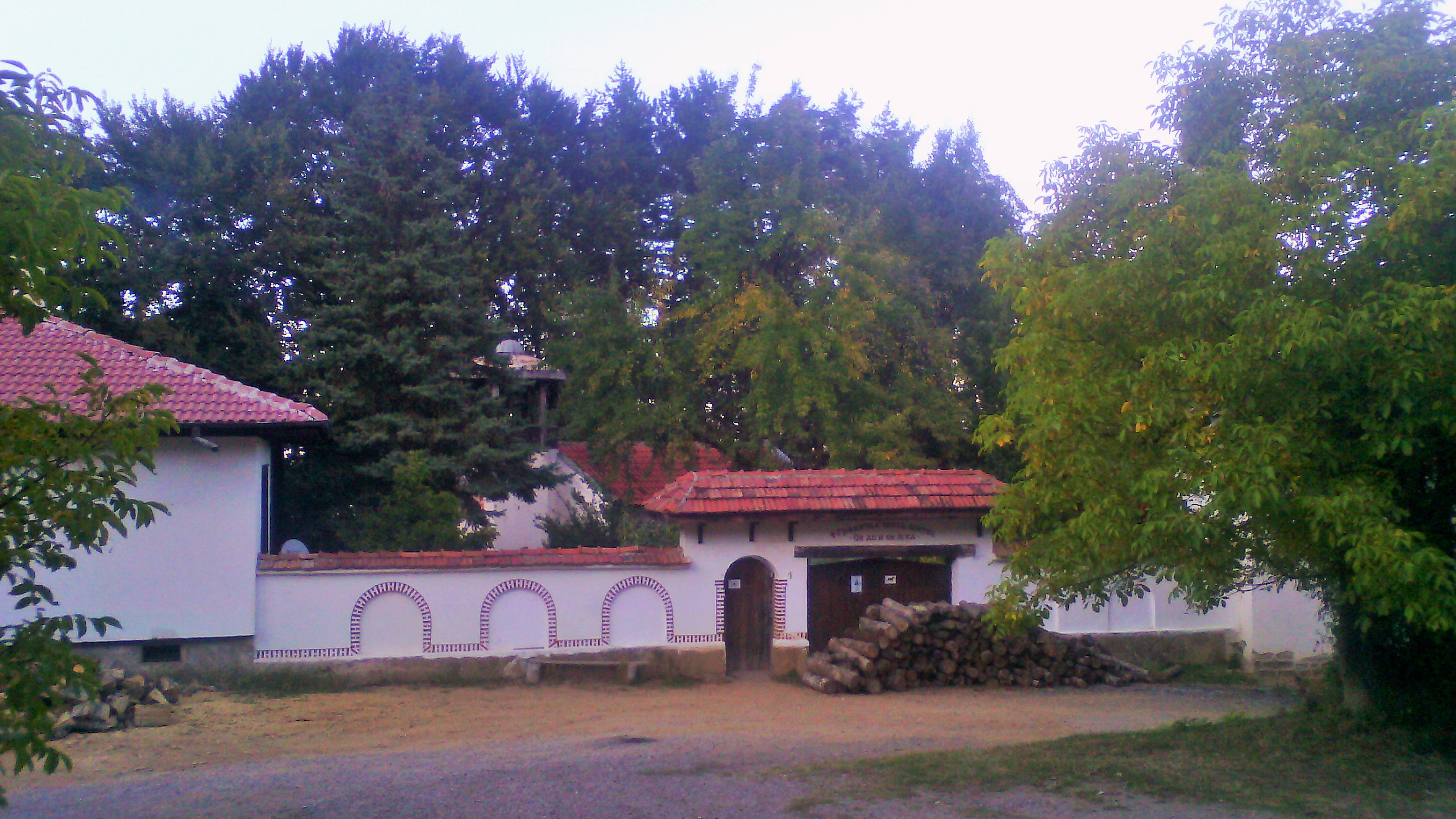
Die Klosterpforte (2016)

Das Kloster Graniza »Heiliger Apostel und Evangelist Lukas« (bulgarisch Гранички Манастир »Св. апостол и евангелист Лука«) ist ein Nonnenkloster im geistlichen Bezirk Kjustendil der Diözese Sofia der Bulgarisch-Orthodoxen Kirche. Seine Gründung als Mönchskloster erfolgte vermutlich im 10. Jahrhundert. Nach wiederholter Zerstörung zur Zeit der osmanischen Herrschaft wurde es aufgelassen. Der Wiederaufbau begann im Jahre 1948.

## Lage
Es befindet sich ca. 6 km südlich der Stadt Kjustendil (Кюстендил) in der gleichnamigen Oblast. Das Kloster liegt im Osogowo-Gebirge am Osthang des Bergrückens Bresowski Rid (Брезовски рид) ca. 4 km südwestlich des Dorfs Graniza (с. Граница). Es ist von dort über eine asphaltierte Straße erreichbar.  In unmittelbarer Nachbarschaft zum Kloster finden sich die Fundamentreste der Festung Graniza (Крепост Граница) aus der Zeit des Zweiten Bulgarischen Reichs. Diese war Teil des Verteidigungsgürtels um die Stadt Welbaschd (Велбъжд, heute Kjustendil) und hatte die Aufgabe, die Straßenverbindung nach Štip (Щип) zu sichern.

## Geschichte
Man geht davon aus, dass das Kloster bereits im 10. Jahrhundert gegründet wurde. Es war dem Evangelisten Lukas geweiht. Der Legende nach lebte der junge Iwan Rilski (* 876, † 946) hier eine kurze Zeit, bevor er in das Kloster „unter dem Ruen“ beim Dorf Skrino (с. Скрино), dem Vorläufer des heutigen Klosters Ruen, als Novize eintrat.
Ab Mitte des 14. Jahrhunderts machten sich in Bulgarien separatistische Tendenzen bemerkbar. So entstand im Gebiet der heutigen Oblast Kjustendil das Despotat Welbaschd. 1371 wurde sein Herrscher, Konstantin Dragaš, zum Vasallen Sultan Murads I. Spätestens ab 1431 erfolgte die Eingliederung des ehemaligen Despotats als Sandschak Kjustendil in das Osmanische Reich. Ein Teil der christlichen Einwohner der Stadt Welbaschd wurde gezwungen, in die umliegenden Bergdörfer umziehen, um Platz für die Ansiedlung von 60 türkischen Familien aus der Stadt Konya zu schaffen. Dazu gehörten auch der Priester Jakob und seine Familie, die sich im Dorf Graniza niederließen. Seine drei Söhne David, Theophan und Joasaph (Давид, Теофан und Йоасаф) traten, nachdem ihre Frauen verstorben waren, in das Kloster »Hl. Lukas« ein. Sie ergriffen die Initiative zur Renovierung des seit Mitte des 15. Jahrhunderts aufgelassenen Rilaklosters. 1469 organisierten sie die Rückführung der Gebeine des Heiligen Iwan Rilski von Tarnowo in das Kloster Rila.
Während der osmanischen Herrschaft wurde das Kloster Graniza mehrfach zerstört und zuletzt nicht wieder aufgebaut. Die Klosterstelle war später unter dem Flurnamen „Pustija Manastir“ (Пустия манастир, deutsch „Klosterwüstung“) bekannt. Erst im Jahre 1948 erfuhr das Kloster am historischen Ort eine Wiederbelebung. Die Kirche als auch die Wohn- und Nebengebäude wurden neu angelegt. Bei den Ausschachtungsarbeiten stieß man auf die Fundamente der ehemaligen Klosteranlage. Daneben kam es im Areal des Klosters zu zwei bedeutenden Depotfunden. Ein Gefäß enthielt Münzen aus den Regierungszeiten der byzantinischen Kaiser Alexios I. Komnenos (1081–1118), Manuel I. Komnenos (1143–1180), Andronikos I. Komnenos (1183–1185) sowie Isaak II. Angelos (1185–1195). Der zweite Fund umfasste mehrere hundert venezianische Silbermünzen aus dem 14. Jahrhundert.
Das Kloster hat heute den Status eines Kulturdenkmals. In den Wohngebäuden verfügt es über mehrere Zimmer für Besucher und Pilger.

## Kunst und Architektur

### Klosterhof

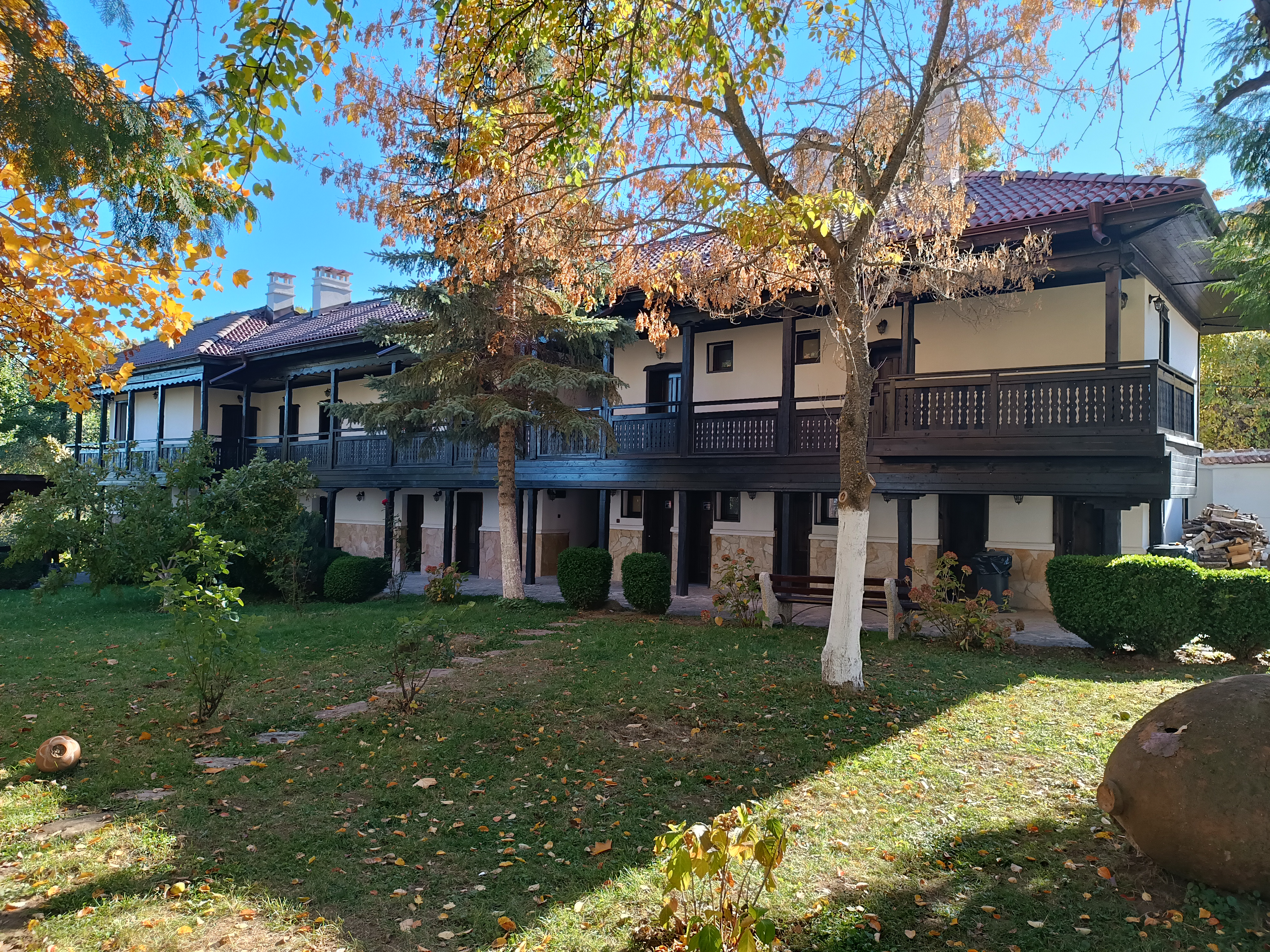
Klosterhof (2022)

Die Form des Klosterhofs ähnelt einem unregelmäßigen Trapez mit einer im Osten gelegenen Basis. Im Süden grenzt das Kloster an die Straße nach Graniza. Hier befinden sich die Klosterpforte als auch die Wohngebäude. Im Westen, Norden und Osten ist der Klosterhof durch eine Mauer umschlossen. Sie ist zum Klosterhof hin teilweise mit Fresken geschmückt. Die Wohngebäude sind zweigeschossig ausgeführt. Hofseitig weisen sie hölzerne Arkaden auf. Im Nordwestteil des Hofs erhebt sich die Klosterkirche »Heiliger Apostel und Evangelist Lukas«. Südlich ihrer Apsis ist ein Röhrenbrunnen zu finden, der an die Erneuerer des Rilaklosters, die Mönche David, Theophan und Joasaph, erinnert. Pilgern und Besuchern stehen im parkähnlich gestalteten Klosterhof verschiedene Pavillons mit Bänken und Tischen zur Verfügung.

### Klosterkirche »Hl. Apostel und Evangelist Lukas«

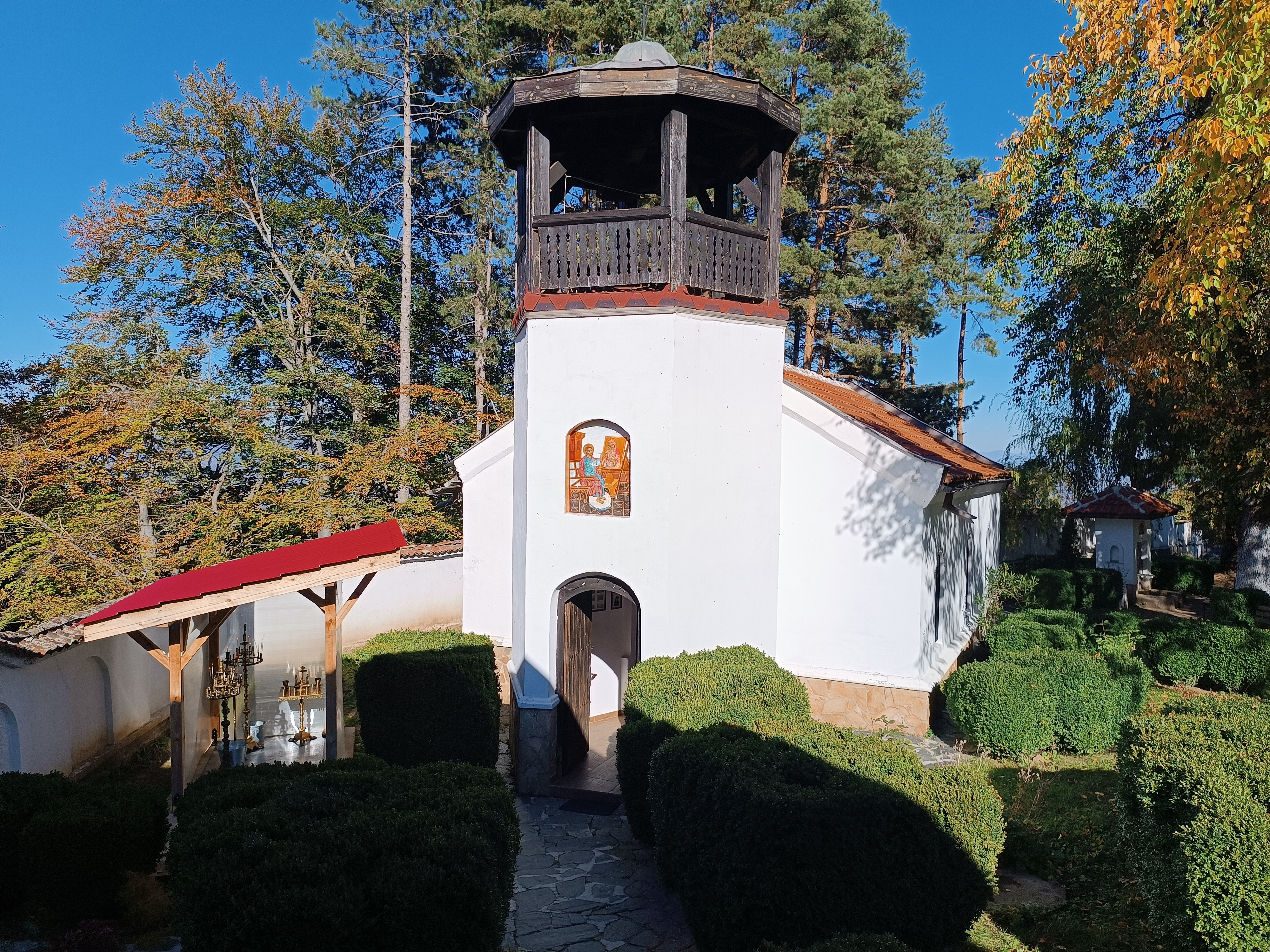
Klosterkirche »Hl. Apostel und Evangelist Lukas« (2022)

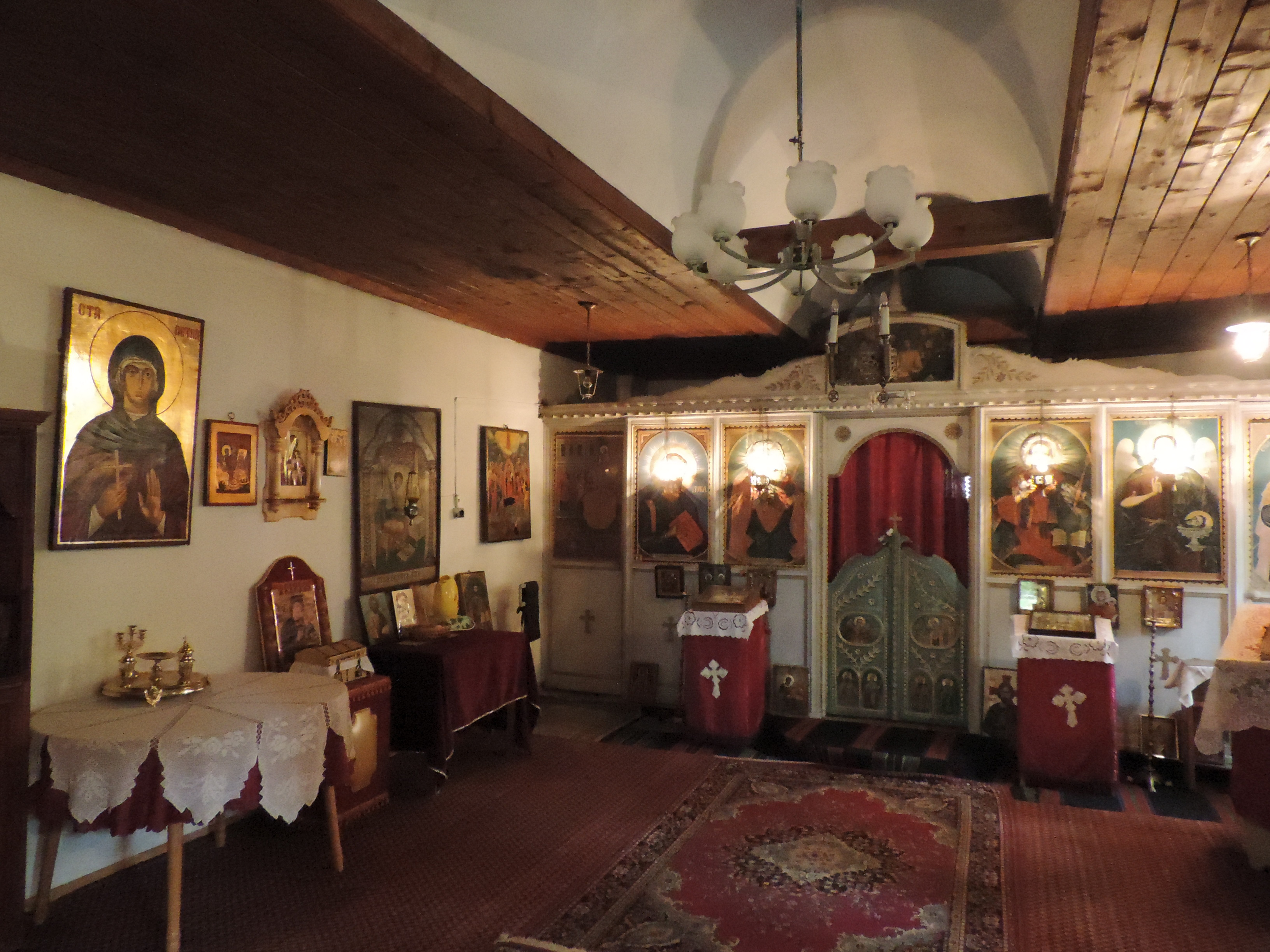
Naos mit Ikonostas (2016)

Die Klosterkirche ist eine einschiffige, kuppellose Kirche mit einer Ostnordost orientierten Apsis. Über ihrem Haupteingang im Westen erhebt sich ein sechseckiger Glockenturm. In einer Nische an seiner Frontseite befindet sich ein Außenfresko, das den Hl. Lukas beim Anfertigen des ersten Bildnisses der Muttergottes mit dem Kind zeigt. Die Wände der Kirche sind weiß verputzt. Der Gemeinderaum (Naos) hat die Form eines Rechtecks. Er verfügt über jeweils drei Rundbogenfenster auf der Nord- und der Südseite. Das Kircheninnere ist in Weiß gehalten. Die Wände sind mit Ikonen geschmückt. Der Ikonostas wurde von den Bewohnern der benachbarten Dörfer gestiftet.

## Patronatsfest
Das Patronatsfest des Klosters ist der Gedenktag des Evangelisten Lukas am 18. Oktober.